# Hon-Hergies
Hon-Hergies település Franciaországban, Nord megyében. Lakosainak száma 879 fő (2022. január 1.). Hon-Hergies Taisnières-sur-Hon, Houdain-lez-Bavay, Dour, Frameries és Honnelles községekkel határos.

## Népesség
A település népességének változása:
| Lakosok száma | 834  | 851  | 860  | 858  | 862  | 867  | 869  | 866  | 879  |
|               | 2013 | 2015 | 2016 | 2017 | 2018 | 2019 | 2020 | 2021 | 2022 |